# Västgöta-Bengtsson
Sixten Viktor William Bengtsson, "Västgöta-Bengtsson", född den 12 augusti 1908 i Skövde, död där den 5 november 2000, var en svensk författare, folkskollärare, folklivsskildrare och föredragshållare.

## Biografi
Han var son till köpmannen Viktor och Elin Bengtsson. Efter studentexamen i Skövde 1928 tog han folkskollärarexamen i Karlstad 1932, varefter han omedelbart fick ett vikariat som folkskollärare i Deje. Därefter var han verksam som lärare i Gävle, Partille, Forserum och Falköping för att till sist få en tjänst som speciallärare och kurator i hemstaden Skövde. I Gävle mötte han sin blivande fru Elly Kämpe Kvarnsveden och de gifte sig och fick två döttrar tillsammans. Under beredskapen började Bengtsson med imitationer och historieberättande vilket var så framgångsrikt att han kom att ingå i försvarets nöjesdetalj och turnerade till militärförläggningar i hela Västsverige.

### Folklivs- och dialektforskaren
Redan som mycket ung var Bengtsson intresserad av dialekter, vilka han började nedteckna. År 1947 fick han kontakt med Dialekt- och folkminnesarkivet i Uppsala vars inspelningsbil då stannade till i Skövde. Detta blev upphovet till en mängd inspelningsresor i både Skaraborgs och Älvsborgs län då han genom intervjuer med gamla sagespersoner dokumenterade landskapets dialekter och folklivshistoria. I alla år transkriberade han och hustrun även intervjuerna. Materialet är bevarat på omkring 300 magnefonrullar och 650 grammofonskivor i Dialekt- och folkminnesarkivet i Uppsala. 

### Föreläsaren och historieberättaren
Redan på seminariet i Karlstad började Bengtsson anlitas som föreläsare. Han blev 1944 av Sveriges folkbildningsförbund auktoriserad föreläsare och medverkade samma år för första gången i radio som berättare i krönikespelet Skövde, S:ta Elins stad. Han blev mycket välkänd som en god folkloristisk historieberättare och var så uppbokad att lärartjänsten tidvis blev lidande. Till att Bengtsson blev så känd bidrog säkert också att han från 1946 arrangerade så kallade soldatresor. Han menade att västgötapojkarna borde få veta vilket land de förväntades försvara. I början av deras tjänstgöringstid tog Bengtsson rekryterna vid Skövdes regenmenten och de vid flyget och i Karlsborg på en guidad bussresa. Det blev trettiofem resor var sommar med tvåhundra man åt gången. Enligt Bengtssons egna uträkningar bör han ha guidat sammanlagt 80.000 soldater i Västergötlands bygder. 

### Filmer och tv
Bengtsson medverkade 1955 vid visandet av lustspelet Friarannonsen, med manus av Gunnar Falkås, då även kortfilmen Sixten Bengtsson berättar visades. Den filmen följdes 1959 av långfilmen På strövtåg med Västgöta-Bengtsson, som blev en stor framgång med över hundra visningar på olika platser i Västergötland. Ytterligare en dokumentärfilm tillkom: Om saga och verklighet i Bjärkebygd, som behandlar trakterna kring Sollebrunn. Bengtsson förekom även tidigt i TV och 1971 i Hylands hörna där han enligt en recensent "tog ordet och behöll det så länge det någonsin gick". År 1985 producerade Dag Stålsjö tv-programmet Västgöta-Bengtsson - ett porträtt. Bengtsson anlitades även då Skövde operettsällskap skulle sätta upp My fair lady. I originalet talar Eliza cockney och i Sverige blev det stockholmsslang. Men i Skövde fick Bengtsson lösa dialektfrågan så, att Eliza talar en västgötsk dialekt. Å jöskota-Petter, ä dä nåt brôtt dä å flôtta frå ena så lusier hôla?" och "Nu ä ja så trötter, har I då inget hjärta i eran krôpp?"

### Eftermäle
Han utnämndes år 1994 till filosofie hedersdoktor vid Göteborgs universitet. Dottern Margareta Söderström vann första säsongen av På spåret 1987. Bengtsson är begraven på Sankta Elins kyrkogård i Skövde.

## Ljudinspelningar
- Litteraturbanken: Ljud och bild: Sixten Bengtsson (1908–2000)
- Sveriges Radios Sjuhärad: Västgöta-Bengtsson spelar upp och berättar om dialekter